# Alen Ožbolt
Alen Ožbolt, slovenski vizualni umetnik, publicist, scenograf in oblikovalec, * Ptuj, 30. avgust 1966, Ljubljana

## Življenjepis
Alen Ožbolt se je leta 1983 vpisal na Akademijo za likovno umetnost v Zagrebu in študij nadaljeval na Akademiji za likovno umetnost v Ljubljani. Leta 1997 je na oddelku za kiparstvo diplomiral pri prof. Luju Vodopivcu in prof. dr. Tomažu Brejcu. Kot gostujoči umetnik se je izpopolnjeval na SFAI, San Francisco Art Institute (2001) ter se udeležil mnogih umetniških rezidenc.
Objavil je več avtorskih ‘vizualnih esejev’, krajših člankov in nekaj daljših teoretskih tekstov o umetnosti, umetniških prostorih in pojavih v mnogih umetniških katalogih ter periodičnih publikacijah (Mladina, Delo, Rival, Eseji, Problemi, M’Ars, Maska, Likovne besede, PlatformaScca ). Bil je so-urednik likovno-teoretskega zbornika »Podoba-Kristal« (Problemi, 1988) ter avtor besedil. Skupaj z Žigo Karižem in Primožem Čučnikom je izdal knjigo umetnika »Ljubezen je bojno polje« (Zbirka Šerpa, 2007), publikacijo »VSSD, 20. let pred tem« (Galerija ŠKUC, 2007), strokovno monografijo »Ensembles – prostorski rebusi« / Kamen na nebu (Zavod za kiparstvo, 2010). Ob svojih razstavah in projektih piše avtorska besedila.
Med letoma 1984 in 1995 je ustvarjal skupaj z Janezom Jordanom v umetniški skupini »Veš slikar svoj dolg«" (VSSD), od leta 1995 deluje samostojno. Realiziral številne in raznovrstne umetniške projekte in razstave doma in v svetu. Za samostojno razstavo »Rob, Igra solz, Dvoje, Še« (Moderna Galerija, 2002) je l. 2003 prejel nagrado Prešernovega sklada.
Leta 2002 je prejel »Priznanje pomembnih umetniških del«, ki ga kot najvišje priznanje za umetnost podeljuje Univerza v Ljubljani. Od leta 2006 predava na oddelku za kiparstvo ALUO, med letoma 2009 in 2013 je opravljal tudi funkcijo prodekana za razvoj.
Alen Ožbolt deluje tudi kot scenograf (EG Glej, Plesni Teater Ljubljana, SNG Drama, MGL, LGL,…) ter oblikovalec. Od leta 1990 oblikuje Analecto in Probleme.

## Delo

### VSSD
Alen Ožbolt je med 1984 in 1995 deloval v tandemu z Janezom Jordanom pod imenom V. S. S. D. (Veš slikar svoj dolg). Ime je tandem povzel po Otonu Župančiču (Veš, poet, svoj dolg?) in pervertiral njegovo politično noto v svojo ontološko dimenzijo. 
Od prve v Galeriji Škuc leta 1984 od zadnje predstavitve na Beneškem bienalu 1995 je VSSD svoj umetniški pristop utemeljeval na širitvi slike v prostor in na razširjenih prostorih umetnosti. Tovrstno vizualno ustvarjanje je imelo izhodišče v »prostorski sliki«, kjer prevladuje  tridimenzionalnost in ambientalnost slike oz. slikarstva ter vpeljava prostorske in časovne kategorije v percepciji gledalca. Razstave VSSD so bile zasnovane kot časovno omejeni enkratni dogodki, kjer sinestezija naštetih snovnih in likovnih prvin ustvarja »totalni ambient«, ki povsem prevzame in prežame gledalčevo zaznavo in zavest. Celostno vizualno izkušnjo je VSSD še nadgrajeval z enigmatičnimi, poetičnimi naslovi projektov, ki so jim ustrezali teoretični teksti VSSD ob razstavah.   
Skupina se je po sodelovanju na odmevnem Apertu v okviru beneškega bienala 1993 uveljavila tudi v tujini. Leta 1995 je zastopala Slovenijo na 46. Beneškem bienalu.
V.S.S.D. se je od začetka delovanja na alternativni sceni v desetih letih obstoja prelevil v dominantno, če že ne središčno prezenco ter je močno vplival na preobrazbo slovenskega slikarstva in mu ustvaril podstat za novo tisočletje.

### Samostojno
Po razpadu VSSD l. 1995 Alen Ožbolt deluje samostojno. V svojem ustvarjanju se ne odreka umetniški dediščini VSSD, temveč VSSD tradicijo parafrazira in aktualizira  v nove vsebinske, teoretične, formalne in konceptualne umetniške zasnove in izvedbe. V svojem opusu Alen Ožbolt prepleta različne teme, umetniške postopke, metode, tehnike,  razmisleke in tudi učinke, ne da bi se vsebinsko, vrednostno, estetsko, tehnično, funkcionalno, materialno in tudi medijsko omejeval in zamejeval. Njegovi projekti vselej odsevajo zavest o fizičnem, intimnem, družbenem, kulturnem, lingvističnem in še kakšen drugem prostoru, odtenku in pomenu.
Alen Ožbolt je danes prepoznan kot eden najvidnejših in najdejavnejših sodobnih slovenskih umetnikov mednarodnega ugleda. Redno razstavlja v domačih (Equrna, Galerija Škuc, Obalne galerije Piran, Muzej sodobne umetnosti Ljubljana, Moderna galerija, Ljubljana, Galerija sodobne umetnosti Celje, Galerija Kapelica, Umetnostna galerija Maribor, Galerija Miklova hiša) in tujih (SC Zagreb, Walter&McBean Galleries San Francisco, Ulrich Museum of Art, Wichita State University, Kansas, NewHouse Center for Contemporary Art New York, Galerie Le LYs, Paris…) razstaviščih za sodobno umetnost. Njegova dela se umeščajo v reprezentativne preglede sodobne slovenske umetnosti (»U3, Trienale slovenske sodobne umetnosti«, Moderna Galerija;  »Umetnost 85/95, 95/05«, Moderna galerija, Ljubljana; »Kiparstvo danes«, Galerija sodobne umetnosti Celje, »Sedanjost in prisotnost«, MSUM…).

## Samostojne razstave (izbor)
- 1986 »Veš slikar svoj dolg I«, Galerija Škuc, Ljubljana, Slovenija
- 1992 »V.S.S.D.«, Mala Galerija, Ljubljana, Slovenija
- 1992 »Image of the Image«, Studio ORF, Salzburg, Avstrija
- 1993 »Kreuzpunkt. Korrespondenz II.«, Kunsthalle Exnergasse, WUK, Dunaj, Avstrija
- 1994 »V.S.S.D.«, Chapter Gallery, Cardiff, Velika Britanija
- 1995 »Slika Slike II.« , XLVI. Beneški bienale, Benetke, Italija
- 1997 »Mera in nesmisel (Modro znotraj)«, Newhouse Center for Contemporary Art, Snug Harbor, New York, ZDA
- 1999 »Avant et Apres (tableaux fluides/dessins oniriques)«, Galerie Le Lys, Pariz, Francija
- 1999 »Aerobij (dihanje in zračne študije)«, Mala galerija, Ljubljana, Slovenija
- 2000 »Sleep Walker (To See or Not to See)«, Walter&McBean Galleries, San Francisco Art Institute, San Francisco, ZDA
- 2001 »Sejalec/1.000.000.«, Galerija Kapelica, Ljubljana, Slovenija
- 2002 »Rob, Igra solz, Dvoje, Še«, Moderna galerija, Ljubljana, Slovenija
- 2003 »Odprto zaprto«, Galerija Miklova hiša, Ribnica, Slovenija
- 2006 »Love is a Battlefield«, Ulrich Museum of Art, Wichita State University, Kansas, ZDA
- 2007 »V.S.S.D. – 20 let pred tem«, Galerija ŠKUC, Ljubljana, Slovenija
- 2008 »Ensembles« - prostorski rebusi / Kamen na nebu; umetnost v javnem prostoru«, Grubarjeva galerija na prostem, Ljubljana, Slovenija
- 2011 »Vie des formes / Življenje oblik, 1998-2011«, Galerija Loža, Koper, Ljubljana

## Skupinske razstave (izbor)
- 1990 »Fra-Yu-Kult / Frakcija YU kulture«, Franjevačka kolekcija, Lištice, Hrvaška (prenos The 369 Gallery, Edinburgh, Velika Britanija)
- 1991 »Slovenske Atene«, Moderna Galerija, Ljubljana, Slovenija
- 1992 »Good News«, Gallery Cardi, Milano, Italija
- 1993 »Aperto«, Beneški bienale, Benetke, Italija
- 1993 »Velika črna (Notranji prostor)«, Staerishe Herbst, Stat Galerie, Graz, Avstrija
- 1994 »U3, 1. trienale sodobne slovenske umetnosti”, Moderna galerija, Ljubljana, Slovenija
- 1994 »Europa '94, Junge europaische Kunst«, Kunststlerwerkstatt, München, Nemčija
- 1995 »Das Urwortmuseum«, ACC-Gallery, Weimar, Nemčija
- 1996 »Krieg«, Kartner Landesgalerie, Celovec, Avstrija
- 1997 »U3, 2. trienale sodobne slovenske umetnosti«, Moderna galerija, Ljubljana, Slovenija
- 1999 »Aspekte/Positionen. 50 Jahre Kunst aus Mitteleuropa 1949-1999«, Museum Moderner Kunst Stiftung Ludwig, Dunaj, Avstrija
- 2000 »1 : 1«, Refusalon, San Francisco, ZDA
- 2004 »Umetnost 85/95«, Moderna galerija, Ljubljana, Slovenija
- 2004 »7 grehov«, Moderna galerija, Ljubljana, Slovenija
- 2005 »Kollektive Kreativitat«, Kunsthalle Fridericianum, Kassel, Nemčija
- 2005 »Umetnost 95/05«, Moderna galerija, Ljubljana, Slovenija
- 2012 »Kiparstvo danes (komponente, stičišča in presečišča)«, Galerija sodobne umetnosti, Celje, Slovenija
- 2011 »Sedanjost in prisotnost«, izbor del iz zbirke Arteast 2000+ in nacionalne zbirke Moderne galerije, Muzej sodobne umetnosti Metelkova, Ljubljana, Slovenija

## Dela v pomembnejših javnih zbirkah
- Moderna galerija, Ljubljana
- Obalne galerije, Piran
- ACC Galerie, Weimar, Nemčija
- Slovenski parlament, Ljubljana
- Ministrstvo za kulturo, Ljubljana
- Muzej sodobne umetnosti Sarajevo 2000, Sarajevo, BIH
- Gospodarska zbornica Slovenije
- The World Bank Collection, Washington, DC, USA
- Galerija Refusalon, San Francisco, USA
- Zbirka INA, Zagreb, Hrvaška
- Zbirka Factor banke, Ljubljana
- Nova Ljubljanska banka, Ljubljana
- Arts Link, CEC International Partners, New York
- Muzej sodobne umetnosti Metelkova, Ljubljana
- Likovna zbirka Riko, Ljubljana

## Scenografije (izbor)
- 1986 »Dracula«, (r. Matjaž Zupančič), EG Glej, Ljubljana, Slovenija
- 1987 »Apokalipsa«, (r. Matjaž Zupančič), EG Glej, Ljubljana, Slovenija
- 1992 »Rdeči čeveljčki«, (k. Sinja Ožbolt), PTL, Ljubljana, Slovenija
- 1993 »Saloma«, (r. Uroš Trefalt), EG Glej, Ljubljana, Slovenija
- 1996 »Čudovite ruševine«, (k. Sinja Ožbolt), PTL, Ljubljana, Slovenija
- 1998 »Kobila«, (r. Matjaž Zupančič), PDG Nova Gorica, Slovenija
- 2001 »Ritem tveganja«, (k. Sinja Ožbolt), PTL Ljubljana in Jackson Lane Theater, London, Velika Britanija
- 2009 »Neron«, (r. Matjaž Zupančič), SNG Drama, Ljubljana, Slovenija
- 2011 »Rekviem«, (r. Matjaž Zupančič), Mestno gledališče Ljubljansko, Ljubljana, Slovenija
- 2013 »Inštrukcija«, (r. Matjaž Zupančič), Lutkovno gledališče Ljubljana, Slovenija

## Štipendije in umetniške rezidence (izbor)
- 1995 Atelierprogramm, ACC Gallerie, Weimar, Nemčija
- 1997 Arts Link, CEC International Partners, New York, ZDA
- 1999 Fulbright Grant, Institute of International Education, San Francisco, ZDA
- 1993, 1998 SCCA Grant – Sorosev center sodobne umetnosti, Ljubljana, Slovenija
- 2004 Umetniška delovna štipendija, MK RS
- 2006 Umetniški atelje v New Yorku, MK RS

## Pomembnejše nagrade in priznanja
- 1993 Nagrada West, Tobačna Ljubljana, Slovenija
- 2002 Priznanje pomembnih umetniških del Univerze v Ljubljani, Slovenija
- 2003 Nagrada Prešernovega sklada, Slovenija

## Samostojne avtorske publikacije (izbor)
- Beseda slike, V.S.S.D. v besedi, Ljubljana: Društvo za teoretsko psihoanalizo (Zbirka Analecta), 1997. (COBISS)
- Ljubezen je bojno polje (Primož Čučnik, Žiga Kariž, Alen Ožbolt), Ljubljana : LUD Šerpa, 2006. (COBISS)
- V.S.S.D, 20 let pred tem, Ljubljana: Galerija Škuc, 2007. (COBISS)

Ensembles – prostorski rebusi. Kamen na nebu, Ljubljana: Zavod za kiparstvo, 2009. (COBISS)

## Pomembnejša avtorska besedila v periodičnih publikacijah (izbor)
- Uvodnik, Črno sonce, Podoba – Kristal, Posebna številka revije Problemi/Razprave, 1988.
- Slikar je gol, M'Ars, 91/III, št. 2, 3, 1990. (COBISS)
- Videti ali ne videti?, (besedilo v razstavnem katalogu Bojana Gorenca), Bežigrajska galerija, 1990.
- Uuaah Oooaee (Misliti ples s sliko), Problemi. Eseji, 1/91, 1991. (COBISS)
- Oči – Vidno, Problemi. Eseji, št. 3/4, 1991. (COBISS)
- Noordung: das kosmokinetische Kabinett, Maska, št.1/I., 1991. (COBISS)
- Mapping, (besedilo v razstavnem katalogu razstave Krieg), Kartner Landesgalerie, Klagenfurt, 1996.
- Egologija /Egology/, (besedilo v katalogu razstave Natura Morte, Ekologija in umetnost), Umetnostna galerija Maribor, 1996.
- Milanka ali tretje srečanje z milansko katedralo /Milan, or the Third Encounter with Milan Cathedral,  M'Ars, letnik IX, št. 1, 1997. (COBISS)
- Telo telesa telesu, Problemi, št. 3/4, 1998. (COBISS)
- Prehranjevanje / Nourishment, (besedilo v razstavnem katalogu Damirja Babića), Galerija Kapelica, 1999. (COBISS)
- Artventures & Artetaiment consultant. A pocket dictionary for young artists, M’ars, letnik XIII, št. 1-2, 2001
- Pred denarjem / Before the money, Maska, letnik XVII /št. 74/75, 2002. (COBISS)
- "Doing nothing, going nowhere, looking for nobody", EMZIN, 14, št. 1-2, 2004. (COBISS)
- Art-turizem ja, altruizem ne!, Likovne besede, 71-72, 2005. (COBISS)
- Učinkovito globalno čiščenje / Efficient global cleaning, Platforma SCCA, št. 4, 74-77, 2005. (COBISS)
- Dnevnik ni nočnik / Daily isn’t a Nightly, Likovne besede, 75/76, 2006. (COBISS)
- Iz katerega materiala je Slovenija? O kiparstvu zdaj, Delo (SP), 2008. (COBISS)
- Vie des formes / Življenje oblik, revija Gled/ga, 2011.